# Nam-gu
Nam-gu es un distrito en el centro de Daegu, Corea del Sur. Limita Dalseong-gun en el sur, Dalseo-gu, al oeste, Seo-gu al noroeste, Jung-gu, al norte, y Suseong-gu, al este. Escuela Secundaria de Hyupsung y USFK Campamento Walker se encuentra en la zona.

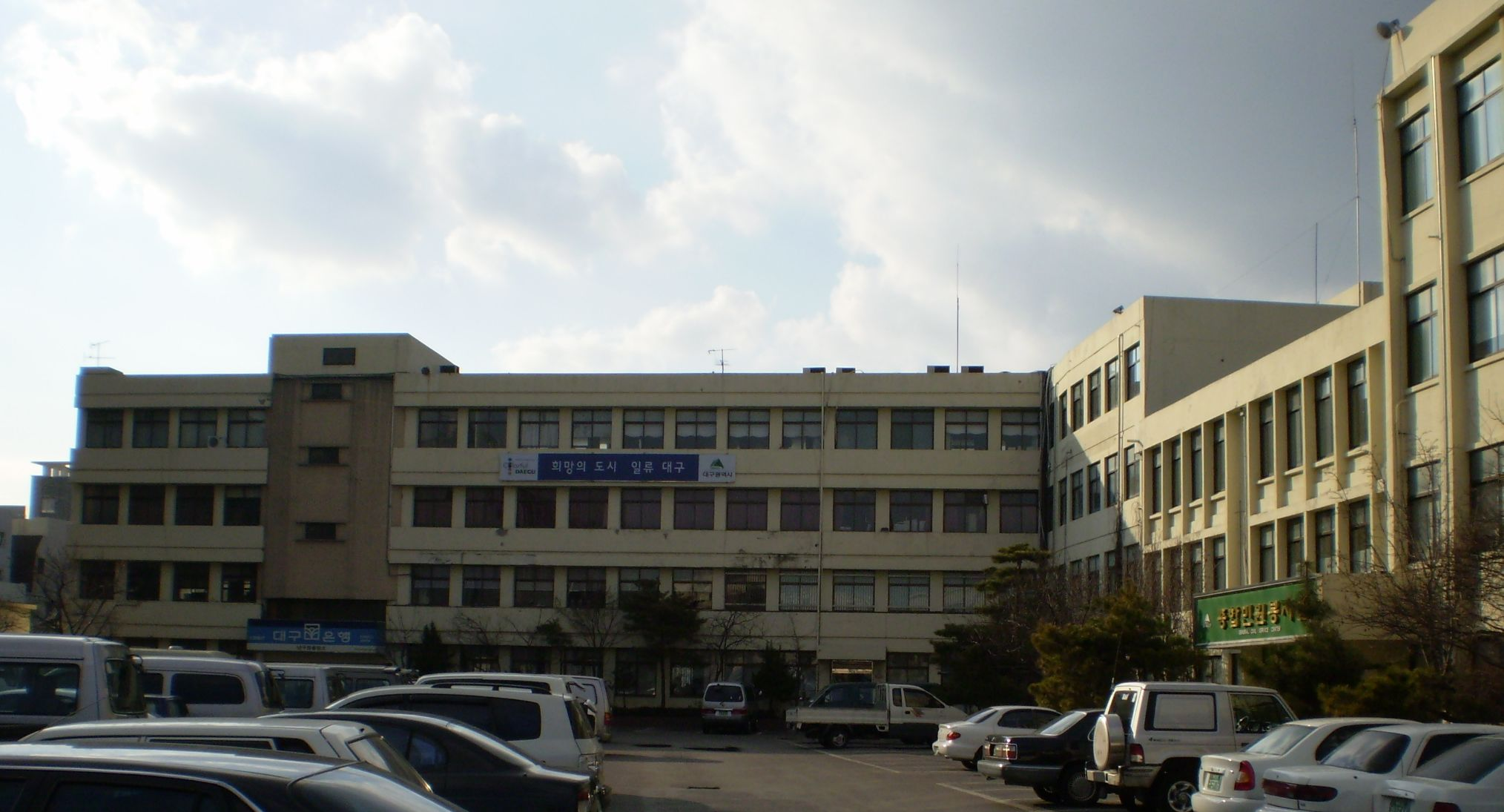
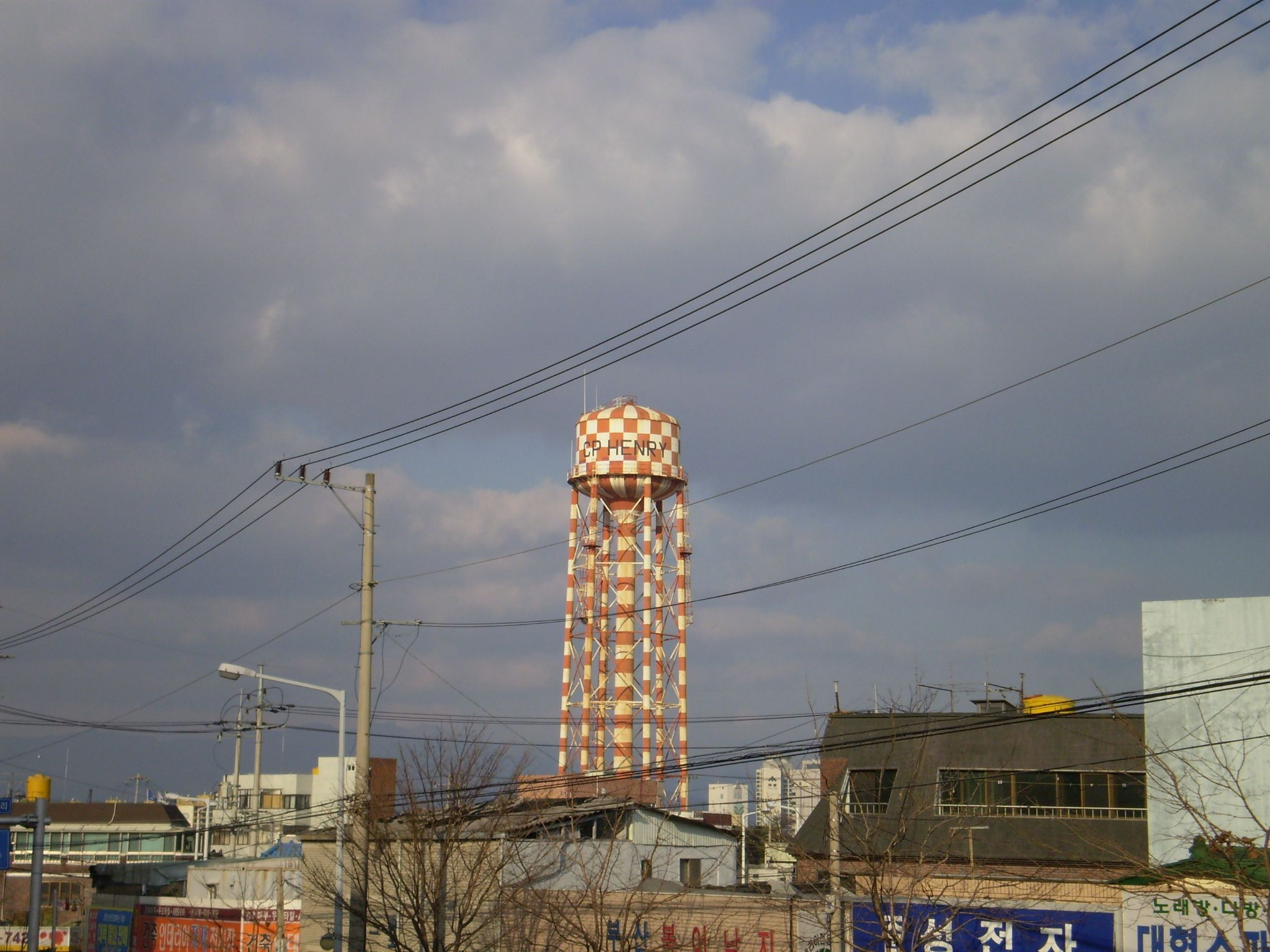